# Army Ballistic Missile Agency

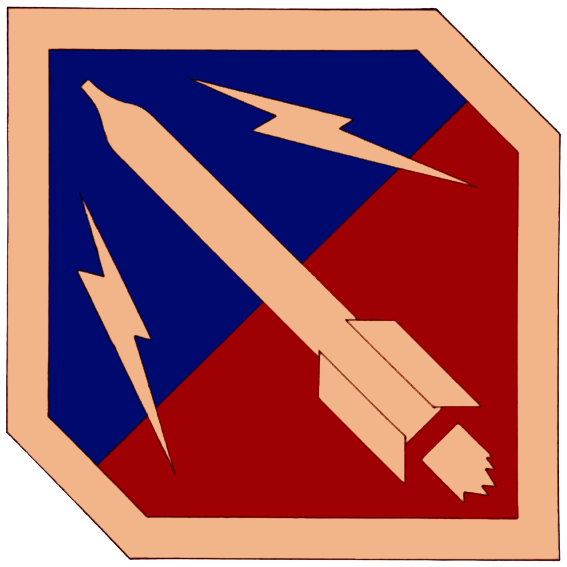
Logotipo

El Ejército Agencia de Misil Balístico (ABMA) estuvo formado para desarrollar primer misil balístico grande del Ejército de EE. UU. La agencia estuvo establecida en Redstone Arsenal el 1 de febrero de 1956, y mandado por General Importante John B. Medaris Con Wernher von Braun como director técnico.
El Redstone el misil era el primer proyecto importante asignó a ABMA. El Redstone era un descendiente directo del V-2 misil desarrollado por el von Braun equipo en Alemania durante Segunda Guerra Mundial. Después de los EE. UU. el proyecto de Laboratorio de Búsqueda Naval Vanguard estuvo escogido por el DOD Comité en Capacidades Especiales, sobre el ABMA propuesta para utilizar un modificado Redstone misil balístico como satélite vehículo lanzador, ABMA estuvo ordenado para parar trabajo en lanzadores para satélites y foco, en cambio, en misiles militares.
Von Braun Continuó trabajo en el diseño para qué devenía el Júpiter-C IRBM. Esto era un cohete de tres etapas , el cual, por coincidencia, podría soler lanzador un satélite en el Juno yo configuración. En septiembre de 1956, el Júpiter-C estuvo lanzado con un 30-lb (14-kg) dummy satélite. Sea generalmente creyó que el ABMA podría haber puesto un satélite a órbita en aquel tiempo, tuvo el gobierno de EE. UU. dejó ABMA para hacer tan. Un año más tarde, el Soviets lanzó Sputnik 1. Cuándo el Vanguard el cohete falló, un Redstone-basó Júpiter-C lanzó el primer satélite de América, Explorador 1, el 31 de enero de 1958. Redstone Era más tarde utilizado como vehículo lanzador en Mercurio de Proyecto. Redstone Era también desplegado por el Ejército de EE. UU. como el PGM-11, el primer misil para llevar un nuclear warhead.
Los estudios empezaron en 1956 para una sustitución para el Redstone misil. Inicialmente llamó el Redstone-S (sólido), el nombre estuvo cambiado a MGM-31 Pershing y un contrato estuvo otorgado al Martin Compañía, empezando un programa que duró 34 años.
En temprano 1958, NACA  "Stever Comité" consulta incluida del ABMA grande booster programa, al mando de Wernher von Braun.  Von Braun el grupo estuvo referido a como el "Grupo Laborable en Programa Vehicular."
En Marcha 1958, ABMA estuvo colocado bajo el Ejército nuevo Ordnance Orden de Misil (AOMC) junto con Redstone Arsenal, el Laboratorio de Propulsión del Jet, las arenas Blancas que Prueban Tierra, y el Cohete de Ejército y Agencia de Misil Guiado (ARGMA).
General Medaris estuvo colocado a la cabeza de AOMC y BG John Un. Barclay tomó orden de ABMA.
El 1 de julio de 1960, el AOMC espacial-relacionó misiones y la mayoría de sus empleados, instalaciones, y el equipamiento estuvo transferido a NASA, formando el George C. Marshall Centro de Vuelo Espacial (MSFC). Wernher von Braun Estuvo nombrado MSFC director.
BG Richard M. Hurst Tomó orden de ABMA de mayo de 1960 hasta que diciembre 1961 cuándo ambos ABMA y ARGMA estuvo abolido y los restos estuvieron plegados directamente a AOMC. En 1962, AOMC estuvo reestructurado al Misil de Ejército de EE. UU. nuevo Orden (MICOM).
Medaris Está abonado con declarar que "si los cohetes tuvieron nombres bíblicos, el V-2 se apellidaría Adam."